# AsteriskNow
AsteriskNOW — операционная система, с предустановленным программным обеспечением Asterisk, предназначенная для развертывания АТС на базе PC-компьютера. AsteriskNOW содержит дистрибутив ОС Линукс, Asterisk, DAHDI драйвер-фреймворк и административный интерфейс АТС FreePBX GUI. AsteriskNOW позволяет легко создавать специализированные решения телефонии за счет автоматической установки комплекта нужного ПО. Большая часть сложности установки и администрирования Asterisk и Linux решается использованием удобного даже для неопытного Unix-пользователя AsteriskGUI.

## Возможности AsteriskNOW
Приложения которые можно создать с помощью AsteriskNOW:
- VoIP-шлюз
- Skype шлюз
- IP-АТС
- Автоматизированный Call-центр
- Conference Bridge
- IVR сервер
- Система голосовой почты
- Автоответчик
- Факс-сервер
- Speech Server